# Faltisz Alexandra
Faltisz Alexandra (Pécs, 1962. február 3. –) IBBY díjas, Év Gyermekkönyve, Csillag Albert-díjas, Magyar Művészetért díjrendszerében Ex Libris-díjas meseillusztrátor, grafikus, művésztanár. Többek között Lázár Ervin, Nemes Nagy Ágnes, Páskándi Géza, Tamkó Sirató Károly, Zelk Zoltán, Babits Mihály, Török Sándor, Osvát Erzsébet, Lázár Zsófia, Faltis Roberta műveit illusztrálta.

## Élete
A Magyar Képzőművészeti Főiskolán (ma Egyetem) alkalmazott grafikusként diplomázott. A magyar grafikus szakma ismert képviselője. Tagja a Magyar Alkotóművészek Országos Egyesületének.
Tizenöt évesen Paraplé című filmjével elnyerte a nagykanizsai amatőr filmfesztiválon az elsőfilmes kategória fődíját. 1979-ben Párizsban szintén Paraplé című filmjével a Decima Muse" nemzetközi animációs filmfesztivál fődíját nyerte el.
1986, Ankara "Turkey in my Mind" nemzetközi illusztrációs pályázat 3. díja
1993 IBBY díj Lázár Ervin Manógyár és Nemes Nagy Ágnes Aranyecset c. könyvek illusztrációiért 
1994 Év mesekönyve - Csillag Albert emlékdíj
1995 Év tankönyve - Más-kép Alapítvány díja
2006 és 2007 Fesztiváldíj - II.és III. Betűvetés Szegedi Könyvkiállítás és Vásáron 

Illusztrációit Budapesten, Pécsett, Bolognában, Nisinomijában, Frankfurtban, Zágrábban, Pozsonyban is díjazták.
Gyermekkorom óta mesékben élek, meséket rajzolok, néha írok is.

## Illusztrációi
(válogatás)
- Petrolay Margit: A király macskája (Diafilmgyártó Vállalat)
- Kopácsy Margit: Mézes-mázos haramiák (Móra Kiadó), 1987
- Bukovinszky Julianna: Nyulam-bulam bácsi (Kossuth Kiadó), 1990
- Lázár Ervin: Manógyár (Századvég), 1993, IBBY díj
- Nemes Nagy Ágnes: Az aranyecset (Századvég), 1993, IBBY díj
- Vágner Mária - Szabó András: Ilyenek a fiúk -Ilyenek a lányok (Mágus Kiadó), 1995
- Montay Beáta: Az idő vén fája, Gyermekek háza tankönyv sorozat, 1996
- Reith Mónika: Tarka mesék állatokról, Gyermekek háza tankönyv sorozat, 1996
- Vitéz Gyöngyvér: Szövegelő szövegesek, Gyermekek háza tankönyv sorozat, 1996
- Kókayné Lányi Marietta: Szépenszóló fütyöri, Gyermekek háza tankönyv sorozat, 1996
- Szabó Éva: Amiről az indiánok mesélnek, Gyermekek háza tankönyv sorozat, 1996
- Nagy magyar mesemondók - Krúdy Gyula: A zöld kaftán (Unikornis Kiadó), 1997
- Nagy magyar mesemondók - Tündérmesék, Hajnalcsillag (Unikornis Kiadó), 1999
- Faltisz Alexandra - Háy János: Alfabéta és a negyvennégy rabló (Osiris Kiadó), 2002
- Kormos István: A Pincérfrakk utcai cicák és más mesék (Osiris Kiadó), 2002
- Lázár Ervin: Manógyár (Osiris Kiadó), 2002
- Móricz Zsigmond összegyűjtött munkái sorozat / Szerkesztette: Lázár Ervin                                                           Móricz Zsigmond: Az ezüstkirály sípja (Osiris Kiadó), 2003
- Nagy magyar mesemondók - Magyar vitézek, Ércvitéz (Unikornis Kiadó), 2003
- Kormos István: Az égigérő fa (Osiris Kiadó), 2003
- Mackó mesék (Palatinus Kiadó), 2003
- Mondd, szereted az állatokat? Magyar írók állatmeséi (Palatinus Kiadó), 2004
- Tág a világ (Nemzeti Tankönyvkiadó), 2004
- Páskándi Géza: Csodatopán (Palatinus Kiadó), 2005
- Török Sándor: A felsült óriás és a 9 csoda (Holnap Kiadó), 2005
- Babits Mihály: Aranygaras (Holnap Kiadó), 2006
- Lázár Zsófia – Lázár Ervin: Bogármese (Sanoma Budapest Kiadói Zrt., Nők Lapja műhely) 2006
- Balázs Béla: Hét +1mese (Holnap Kiadó), 2006
- Tarcsai Szabó Tibor: Segítség, megszöktünk! (General Press Kiadó), 2007
- Péteri Teréz: Mákszemtündérek nyara (Ciceró Könyvstúdió), 2007
- 2008 Mesenaptár - Faltisz Alexandra szerkesztésében (Holnap Kiadó), 2008
- Zelk Zoltán: Szavaseigaz Marci (Móra Kiadó), 2008
- D.Tóth Kriszta: Lolával az élet (Sanoma Budapest Kiadói Zrt., Nők Lapja műhely) 2008
- Fejes Imre: Rókamese (Zorabooks), 2008
- Nagy Natália: Lufimese (Szamárfül Kiadó), 2008
- Nemes Nagy Ágnes: Az aranyecset (Holnap Kiadó), 2008
- Lázár Zsófia: Bogármese II. (Sanoma Budapest Kiadói Zrt., Nők Lapja műhely) 2008
- Meixner Ildikó: Játékház - képes olvasókönyv (Nemzeti Tankönyvkiadó), 2008
- Hargitai Katalin: Játékvár - képes olvasókönyv (Nemzeti Tankönyvkiadó), 2008
- Hargitai Katalin: Játékváros - képes olvasókönyv (Nemzeti Tankönyvkiadó), 2008
- Hargitai Katalin: Játékvilág - képes olvasókönyv (Nemzeti Tankönyvkiadó), 2008
- Zelk Zoltán: Varázskréta (Móra Ferenc Ifjúsági Könyvkiadó Zrt.), 2009
- D. Tóth Kriszta: Lolamesék 1 - Paradicsomkertészet (mesekönyv + DVD) (Central Médiacsoport), 2009
- D. Tóth Kriszta: Lolamesék 2 - Legeslegjobb barátok (mesekönyv + DVD) (Central Médiacsoport), 2009
- D. Tóth Kriszta: Lolamesék 3 - Repül a, repül a... Lola! (mesekönyv + DVD) (Central Médiacsoport), 2010
- L.Molnár Edit: Mese a kislányról, aki nem akart felnőni és más történetek (Ciceró Könyvstúdió), 2010
- Lázár Zsófia: Téli mese (Holnap Kiadó), 2010
- Gaál Zsuzsa: Vacka-kóstoló, Kispupák Zsömle szakácskönyve (Móra Ferenc Ifjúsági Könyvkiadó), 2011
- D.Tóth Kriszta: Nagylánykönyv - Lolával az élet folytatódik (Central Médiacsoport Zrt.) (Sanoma), 2011
- Kovács András Ferenc: Napsugár-csízió (Gutenberg Kiadó), 2011
- Pozsár Edit: Pepi kalóz és az elrabolt kiirálylány (Móra Kiadó), 2012
- L.Molnár Edit: Mese a kisfiúról, aki mindig mindent félbehagyott-és más történetek (Ciceró Könyvstúdió), 2012
- Duba Gábor: Szóhalászó (Móra Könyvkiadó) 2012
- Osvát Erzsébet: Ribillió (Holnap Kiadó), 2012
- Tamkó Sirató Károly: Medirám királylány mesélő kertje (Holnap Kiadó), 2013
- Faltisz Roberta-Faltisz Alexandra: Csörgevári vigasságok (Méry Ratio Kiadó), 2014
- https://meryratio.hu/konyv/csorgevari-vigassagok/
- Baley Endre: Nyámnyila Nyúl és a Bűvös Bubák, avagy hogy tanuljunk meg újra gali-galiul (Napkút Kiadó Kft), 2014
- Mesék szépségről, jóságról, A világ minden tájáról (Central Médiacsoport Zrt., Nők Lapja műhely), 2015
- Mesék bátorságról, becsületről, A világ minden tájáról (Central Médiacsoport Zrt., Nők Lapja műhely), 2016
- Mesék bölcsességről, bolondságról, A világ minden tájáról (Central Médiacsoport Zrt., Nők Lapja műhely), 2016
- Mesék szeretetről, barátságról, A világ minden tájáról (Central Médiacsoport Zrt., Nők Lapja műhely), 2016
- Arany János: Családi kör (A Kaláka együttes dalai) (Central Médiacsoport Zrt.) (Sanoma), 2017
- Vibók Ildi: Vivaldi: A négy évszak (Holnap Kiadó), 2020
- 2021 Szász Marianne: Mesemorzsák (magánkiadás
- 2021 Petrőczi Éva: Nagyapa meséi (Katica Könyvműhely)

- http://irodalmiszemle.sk/2011/06/aki-a-mesekben-el-faltisz-alexandra-munkassagarol/